# مرشینتسی
مرشینتسی (به صربی: Mršinci) یک روستا در صربستان است که در Moravica District واقع شده‌است.
 مرشینتسی ۱۲٫۲۲ کیلومتر مربع مساحت و ۱٬۲۶۴ نفر جمعیت دارد و ۱۹۶ متر بالاتر از سطح دریا واقع شده‌است.